# رالف بيترز
رالف بيترز (بالإنجليزية: Ralph Peters)‏ (19 أبريل 1952، بوتسفيل في الولايات المتحدة)؛ روائي أمريكي.

## روابط خارجية
- رالف بيترز على موقع IMDb (الإنجليزية)
- رالف بيترز على موقع إن إن دي بي (الإنجليزية)